# Испания на летних Олимпийских играх 1996
На летних Олимпийских играх 1996 года Испанию представляло 289 спортсменов (194 мужчины, 95 женщины). Они завоевали 5 золотых, 6 серебряных и 6 бронзовых медалей, что вывело сборную на 13-е место в неофициальном командном зачёте.

## Медалисты
| Медаль  | Спортсмен | Вид спорта                | Дисциплина                        |
| ------- | --- | ------------------------- | --------------------------------- |
| Золото  | Мигель Индурайн | Велоспорт                 | Мужчины, индивидуальная велогонка |
| Золото  | Лорена Гурендес Тания Ламарка Эстибалис Мартинес Марта Бальдо Нурия Кабанильас Эстела Гименес | Художественная гимнастика | Женщины, командное первенство     |
| Золото  | Фернандо Леон Боиссиер Хосе Луис Бальестер | Парусный спорт            | Класс «Торнадо»                   |
| Золото  | Бегоньа Виа-Дуфресне Тереза Зэйбелл | Парусный спорт            | Женщины, класс «470»              |
| Золото  | Хосе Мария Абарка Анхель Луис Андрео Даниэль Бальярт Педро Франсиско Гарсиа Сальвадор Гомес Мануэль Эстиарте Иван Моро Мигель Анхель Ока Хорди Пайя Серхи Педрероль Хесус Мигель Рольян Хорди Санс Карлос Санс | Водное поло               | Мужчины                           |
| Серебро | Фермин Качо Руис | Лёгкая атлетика           | Мужчины, 1500 м                   |
| Серебро | Абрам Олано Мансано | Велоспорт                 | Мужчины, индивидуальная велогонка |
| Серебро | Хауме Санти Амат Дуран Пабло Амат-Эскуде Шавьер Арнау-Креус Хорди Арнау-Креус Оскар Баррена Гонсалес Игнасио Кобос Видаль Хуан Антонио Динарес Кера Хуан Эскарре Уруэньа Шавьер Эскуде-Торренте Хуан де Диос Гарсиа-Мауриньо Санчис Антонио Гонсалес Искиэрдо Рамон Хуфреса Льук Хоаким Мальгоса Морера Виктор Пухоль Сала Рамон Сала Вальмонрат Пабло Укос Сириса | Хоккей на траве           | Мужчины                           |
| Серебро | Эрнесто Перес Лобо | Дзюдо                     | Мужчины, свыше 95 кг              |
| Серебро | Серхи Бругера Торнер | Теннис                    | Мужчины, одиночный разряд         |
| Серебро | Аранча Санчес Викарио | Теннис                    | Женщины, одиночный разряд         |
| Бронза  | Валенти Массана | Лёгкая атлетика           | Мужчины, ходьба на 50 км          |
| Бронза  | Рафаэль Лосано Муньос | Бокс                      | Мужчины, до 47 кг                 |
| Бронза  | Хуан Перес Маркес Иньяки Урдангарин Альберто Урдиалес Маркес Хосе Хавьер Омбрадос Хорди Нуньес Карретеро Хесус Олальа Ираэта Рауль Гонсалес Гутьеррес Рафаэль Гуихоса Кастильо Фернандо Эрнандес Касадо Хесус Фернандес Охека Хауме Форт Маури Маттео Гаральда Ларумбе Талант Дуйшебаев Хосе Сальвадор Эскер Бисбаль Айтор Иньаки Эчабуру Кастро                   | Гандбол                   | Мужчины                           |
| Бронза  | Йоланда Солер Грахера | Дзюдо                     | Женщины, до 48 кг                 |
| Бронза  | Мария Исабель Фернандес Гутьеррес | Дзюдо                     | Женщины, до 56 кг                 |
| Серебро | Аранча Санчес Викарио Кончита Мартинес | Теннис                    | Женщины, парный разряд            |

## Результаты соревнований

### Академическая гребля
В следующий раунд из каждого заезда проходили несколько лучших экипажей (в зависимости от дисциплины). В финал A выходили 6 сильнейших экипажей, остальные разыгрывали места в утешительных финалах B-D.
Мужчины
| Соревнование  | Спортсмены                            | Предварительный заезд | Предварительный заезд | Предварительный заезд | Отборочный заезд | Отборочный заезд | Отборочный заезд | Полуфинал | Полуфинал | Полуфинал | Финал                 | Финал                 | Итоговое место        |
| Соревнование  | Спортсмены                            | Заезд                 | Время                 | Место                 | Заезд            | Время            | Место            | Заезд     | Время     | Место     | Время                 | Место                 | Итоговое место        |
| ------------- | ------------------------------------- | --------------------- | --------------------- | --------------------- | ---------------- | ---------------- | ---------------- | --------- | --------- | --------- | --------------------- | --------------------- | --------------------- |
| двойки парные | Мелкиадес Вердурас Хосе Антонио Мерин | 2                     | 7:13,99               | 5                     | 3                | 6:59,57          | 4                | Перезаезд | Перезаезд | Перезаезд | завершили выступление | завершили выступление | завершили выступление |
| двойки парные | Мелкиадес Вердурас Хосе Антонио Мерин | 2                     | 7:13,99               | 5                     | 3                | 6:59,57          | 4                | 1         | 6:55,00   | 3         | завершили выступление | завершили выступление | завершили выступление |

### Водные виды спорта

#### Прыжки в воду
По итогам предварительных 6 прыжков в полуфинал проходило 18 спортсменов. Далее прыгуны выполняли по 5 прыжков из обязательной программы, результаты которых суммировались с результатами предварительных прыжков. По общей сумме баллов определялись финалисты соревнований. Финальный раунд, состоящий из 6 прыжков, спортсмены начинали с результатом, полученным в полуфинале.
Мужчины
| Соревнование      | Спортсмены       | Предварительный раунд | Предварительный раунд | Полуфинал            | Полуфинал            | Сумма                | Сумма                | Финал                | Финал                | Итог                 | Итог                 |
| Соревнование      | Спортсмены       | Результат             | Место                 | Результат            | Место                | Результат            | Место                | Результат            | Место                | Результат            | Место                |
| ----------------- | ---------------- | --------------------- | --------------------- | -------------------- | -------------------- | -------------------- | -------------------- | -------------------- | -------------------- | -------------------- | -------------------- |
| трамплин, 3 метра | Хосе Мигель Хиль | 295,47                | 31                    | Завершил выступление | Завершил выступление | Завершил выступление | Завершил выступление | Завершил выступление | Завершил выступление | Завершил выступление | Завершил выступление |
| трамплин, 3 метра | Рафаэль Альварес | 208,83                | 36                    | Завершил выступление | Завершил выступление | Завершил выступление | Завершил выступление | Завершил выступление | Завершил выступление | Завершил выступление | Завершил выступление |